# Eduardo Ángel Fraire
Eduardo Ángel Fraire (Villa Mirasol, 1939) es un contador y político argentino, quien se desempeñó como Gobernador de la Provincia de La Pampa.

## Biografía
Nació en Villa Mirasol en 1939; realizó sus estudios primarios en General Pico y los secundarios en la Escuela del Comercio en Santa Rosa. Posteriormente ingresó a la Universidad Nacional del Sur, de donde se graduó de Contador en 1966.
Tras ejercer su profesión por varios años, en 1978 pasa a ser miembro del Consejo Directivo del Banco de La Pampa, institución de la cual se convirtió en Vicepresidente en 1979. Ocupó tal cargo hasta febrero de 1982, cuando fue designado por el Gobernador Ricardo José Telleriarte como Ministro de Economía de La Pampa.
En febrero de 1983, Telleriarte renunció al cargo para postularse en las elecciones de octubre de 1983, proponiendo a Fraire como su sucesor. Así, el 22 de febrero de 1983, el presidente Reynaldo Bignone designó a Fraire como Gobernador, el último durante el Proceso de Reorganización Nacional.
Tras ser gobernador, se retiró de la vida pública y trabajó como profesor de Colegio Secundario Privado Nuestra Señora. Posteriormente retomó su labor como contador.